# Dimitri Tiomkin
Dimitri Tiomkin, (ros. Дмитрий Зиновьевич Тёмкин, ur. 10 maja 1894 w Krzemieńczuku na Ukrainie, (wówczas Rosja) zm. 11 listopada 1979 w Londynie) – amerykański kompozytor i pianista pochodzenia żydowskiego, czterokrotny zdobywca Oscara (dwa w 1953, po jednym 1955 i 1959). Autor muzyki do około 120 filmów, między innymi W samo południe (1952) i Rio Bravo (1959).

## Życiorys
Studiował w Konserwatorium w Petersburgu, w klasie fortepianu pod kierunkiem Felixa Blumenfelda, i kompozycję pod kierunkiem Aleksandra Głazunowa. W rezultacie wybuchu rewolucji październikowej i wojny domowej wyjechał do Berlina, gdzie kontynuował edukację w zakresie kompozycji pod kierunkiem Ferruccio Busoniego i w klasie fortepianu Egona Petri. 
Po udanym występie z Berliner Philharmoniker, podczas którego wykonał 2. Koncert fortepianowy A-dur Ferenca Liszta, wyjechał do Paryża, a następnie do Nowego Jorku. Koncertował w Carnegie Hall, gdzie wykonywał dzieła m.in. Maurice'a Ravela, Aleksandra Skriabina, Francisa Poulenca i Aleksandra Tansmana. Jako pianista w końcu lat 20. powrócił do Europy na tournée, występując m.in. w Operze paryskiej. 
Od lat 30. pisał coraz więcej muzyki filmowej, za którą zdobył m.in. cztery Oscary.

## Filmografia
1930
- Devil-May Care
- The Rogue Song (reż. Lionel Barrymore)
- Lord Byron of Broadway (reż. William Nigh, Harry Beaumont)
- Nasze niewinne narzeczone (Our Blushing Brides, reż. Harry Beaumont)

1931
- Resurrection (reż Edwin Carewe)

1933
- Broadway to Hollywood
- Alicja w Krainie Czarów (Alice in Wonderland, reż. Norman Z. McLeod)

1935
- Kapryśna Marietta (Naughty Marietta, reż. W.S. Van Dyke)
- The Casino Murder Case (reż. Edwin L. Marin)
- I Live My Life (reż. W.S. Van Dyke)
- Mad Love (reż Karl Freund)

1936
- Pan z milionami (Mr. Deeds Goes to Town, reż. Frank Capra)

1937
- Zagubiony horyzont (Lost Horizon, reż. Frank Capra)
- Droga powrotna (The Road Back, reż. James Whale)

1938
- Zew Północy (Spawn of the North, reż. Henry Hathaway)
- Wielki walc (The Great Waltz, reż. Julien Duvivier)
- Cieszmy się życiem (You Can’t Take It With You, reż. Frank Capra)

1939
- Tylko aniołowie mają skrzydła (Only Angels Have Wings, reż. Howard Hawks)
- Pan Smith jedzie do Waszyngtonu (Mr. Smith Goes to Washington, reż. Frank Capra)

1940
- Lucky Partners (reż. Lewis Milestone)
- Człowiek z Zachodu (The Westerner, reż. William Wyler)

1941
- Obywatel John Doe (Meet John Doe, reż. Frank Capra)
- Forced Landing (reż Gordon Wiles)
- The Corsican Brothers (reż. Gregory Ratoff)
- Scattergood Meets Broadway (reż. Christy Cabanne)
- Flying Blind (reż. Frank McDonald)

1942
- A Gentleman after Dark (reż. Edwin L. Marin)
- Twin Beds (reż. Tim Whelan)
- Księżyc i miedziak (The Moon and Sixpence, reż. Albert Lewin)
- W cieniu podejrzenia (Shadow of a Doubt, reż. Alfred Hitchcock)
- Dlaczego walczymy (Why We Fight – seria filmów dokumentalnych 1942-1945, reż. Frank Capra, Anatole Litvak)

1943
- Unknown Guest (reż. Kurt Neumann)
- Zwycięstwo tunezyjskie (Tunisian Victory, reż. John Monck, Williamem Alwyn)

1944
- Oszust (The Impostor, reż. Julien Duvivier)
- Mosty San Luis Rey (The Bridge of San Luis Rey, reż. Rowland V. Lee)
- Ladies Courageous (reż. John Rawlins)
- When Strangers Marry (reż. William Castle)
- Bitwa pod San Pietro (The Battle of San Pietro, reż. John Huston)
- Forever Yours (reż. William Nigh)

1945
- Dillinger (reż. Max Nosseck)
- China’s Little Devils (reż. Monta Bell)
- Pardon My Past (reż. Leslie Fenton)

1946
- Czy warto czekać? (Whistle Stop, reż. Leonide Moguy)
- Black Beauty (reż. Max Nosseck)
- Anioł na ramieniu (Angel on My Shoulder, reż. Archie Mayo)
- Mroczne zwierciadło (The Dark Mirror, reż. Robert Siodmak)
- Pojedynek w słońcu (Duel in the Sun, reż. King Vidor)
- To wspaniałe życie (It’a a Wonderful Life, reż. Frank Capra)

1947
- The Long Night (reż. Anatole Litvak)

1948
- Tarzan i syreny (Tarzan and the Mermaids, reż. Robert Florey)
- The Dude Goes West (reż. Kurt Neumann)
- So This Is New York (reż. Richard Fleischer)
- Rzeka Czerwona (Red River, reż. Howard Hawks)
- Portret Jennie (Portrait of Jennie, reż. William Dieterle)

1949
- Canadian Pacific (reż. Edwin L. Marin)
- Czempion (Champion, reż. Mark Robson)
- Pod jednym sztandarem (Home of the Brave, reż. Mark Robson)
- Red Light (reż. Roy Del Ruth)

1950
- Dakota Lil (reż. Lesley Selander)
- Guilty Bystander (reż. Joseph Lerner)
- Champagne for Caesar (reż. Richard Whorf)
- Zmarły w chwili przybycia (D.O.A., reż. Rudolph Mate)
- Pokłosie wojny (The Men, reż. Fred Zinnemann)
- Mr. Universe (reż. Joseph Lerner)
- Cyrano de Bergerac (reż. Michael Gordon)

1951
- Stwór (The Thing, reż. Charles Nyby)
- Nieznajomi z pociągu (Strangers on a Train, reż. Alfred Hitchcock)
- Peking Express (reż. William Dieterle)
- The Well (reż. Leo C. Popkin, Russell Rouse)
- Drums in the Deep South (reż. William Cameron Menzies)
- Bugles in the Afternoon (reż. Roy Rowland)

1952
- W samo południe (High Noon, reż. Fred Zinnemann)
- Mutiny (reż. Edward Dmytryk)
- My Six Convicts (reż. Hugo Fregonese)
- Dama w żelaznej masce (Lady in the Iron Mask, reż. Ralph Murphy)
- The Happy Time (reż. Richard Fleischer)
- Bezkresne niebo (The Big Sky, reż. Howard Hawks)
- The Four Poster (reż. Irving Reis)
- The Steel Trap (reż. Andrew L. Stone)
- Anielska twarz (Angel Face, reż. Otto Preminger)
- Wyznaję (I Confess, reż. Alfred Hitchcock)
- Return to Paradise (reż. Mark Robson)
- Jeopardy (reż. John Sturges)
- Płynne złoto (Blowing Wild, reż. Hugo Fregonese)

1953
- Płynne złoto (reż. Hugo Fregonese)
- Take the High Ground (reż. Richard Brooks)
- Cease Fire! (reż. Owen Crump)
- M jak morderstwo (Dial M for Murder, reż. Alfred Hitchcock)

1954
- His Majesty O’Keefe (reż. Byron Haskin)
- The Command (reż. David Butler)
- Noc nad Pacyfikiem (The High and the Mighty, reż. William A. Wellman)
- A Bullet Is Waiting (reż. John Farrow)
- The Adventures of Hajji Baba (reż. Don Weis)
- Strange Lady in Town (reż. Mervyn LeRoy)

1955
- Ziemia faraonów (The Land of Pharaohs, reż. Howard Hawks)
- Billy Mitchell przed sądem wojskowym (The Court-Martial of Billy Mitchell, reż. Otto Preminger)

1956
- Olbrzym (The Giant, reż. George Stevens)
- Przyjacielska perswazja (Friendly Persuasion, reż. William Wyler)
- Tension at Table Rock (reż. Charles Marquis Warren)

1957
- Strzelanina w O.K. Corral (Gunfight at the O.K. Coral, reż. John Sturges)
- Night Passage (reż. James Neilson)
- Search for Paradise (reż. Otto Lang)
- Młoda ziemia (The Young Land, reż. Ted Tetzlaff)
- Dziki jest wiatr (Wild Is the Wind, reż. George Cukor)

1958
- Stary człowiek i morze (The Old Man and the Sea, reż. John Sturges)

1959
- Rio Bravo (reż. Howard Hawks)
- Ostatni pociąg z Gun Hill (Last Train from Gun Hill, reż. John Sturges)

1960
- Nie do przebaczenia (The Unforgiven, reż. John Huston)
- Alamo (The Alamo, reż. John Wayne)
- Przybysze o zmierzchu (The Sundowners, reż. Fred Zinnemann)

1961
- Działa Navarony (The Guns of Navarone, reż. Jack Lee Thompson)
- Miasto bez litości (Town Without Pity, reż. Gottfried Reinhardt)
- Without Each Other (reż. Saul Swimmer)

1963
- 55 dni w Pekinie (55 Days in Peking, reż. Nicholas Ray)

1964
- Upadek Cesarstwa Rzymskiego (The Fall of the Roman Empire, reż. Anthony Mann)
- Circus World (reż. Henry Hathaway)

1965
- 36 Hours (reż. George Seaton)

1967
- The War Wagon (reż. Burt Kennedy)

1968
- Wielka Katarzyna (Great Catherine, reż. Gordon Flemyng)

1970
- Czajkowski (Czajkowskij, reż. Igor Tałankin)

## Nagrody Akademii Filmowej

### Muzyka
1937
- Nominacja: Zagubiony horyzont (reż. Frank Capra; Tiomkin był autorem partytury, a kierownictwo muzyczne z ramienia Columbii sprawował Morris Stoloff)

1939
- Nominacja: Pan Smith jedzie do Waszyngtonu (reż. Frank Capra)

1942
- Nominacja: The Corsican Brothers (reż. Gregory Ratoff)

1943
- Nominacja: Księżyc i miedziak (reż. Albert Lewin)

1944
- Nominacja: Mosty San Luis Rey (reż. Rowland V. Lee)

1949
- Nominacja: Champion (reż. Mark Robson)

1952
- Oscar: W samo południe (reż. Fred Zinnemann)

1954
- Oscar: Noc nad Pacyfikiem (reż. William A. Wellman)

1956
- Nominacja: Olbrzym (reż. George Stevens)

1958
- Oscar: Stary człowiek i morze (reż. John Sturges)

1960
- Nominacja: Alamo (reż. John Wayne)

1961
- Nominacja: Działa Navarony (reż. J. Lee Thompson)

1963
- Nominacja: 55 dni w Pekinie (reż. Nicholas Ray)

1964
- Nominacja: Upadek Cesarstwa Rzymskiego (reż. Anthony Mann)

1971
- Nominacja: Czajkowski (reż. Igor Tałankin)

## Piosenki
1952
- Oskar: „High Noon (Do Not Forsake Me, Oh My Darlin’)” z filmu W samo południe, reż. Fred Zinnemann (muzyka, słowa napisał Ned Washington)

1954
- Nominacja: „The High and the Mighty” z filmu Noc nad Pacyfikiem, reż. William A. Wellman (muzyka, słowa napisał Ned Washington)

1956
- Nominacja: „Friendly Persuasion (Thee I Love)” z filmu Przyjacielska perswazja, reż. William Wyler (muzyka, słowa napisał Paul Francis Webster)

1957
- Nominacja: „Wild Is the Wind” z filmu Dziki jest wiatr, reż. George Cukor (muzyka, słowa napisał Ned Washington)

1959
- Nominacja: „Strange Are the Ways of Love” z filmu Młoda ziemia, reż. Ted Tetzlaff (muzyka, słowa napisał Ned Washington)

1960
- Nominacja: „The Green Leaves of Summer” z filmu Alamo, reż. John Wayne (muzyka, słowa napisał Paul Francis Webster)

1961
- Nominacja: „Town Without Pity” z filmu Miasto bez litości, reż. Gottfried Reihardt (muzyka, słowa napisał Ned Washington)

1963
- Nominacja: „So Little Time” z filmu 55 dni w Pekinie, reż. Nicholas Ray (muzyka, słowa napisał Paul Francis Webster)